# Heterapoderus franzi
Heterapoderus franzi es una especie de coleóptero de la familia Attelabidae.

## Distribución geográfica
Habita en Nepal.